# Van Niftrik-route
De Van Niftrik-route  was een vluchtroute tijdens de Tweede Wereldoorlog. Hij begon in het Nederlandse dorp Putte, vlak bij de Belgische grens.

## Job van Niftrik
De route werd genoemd naar Job van Niftrik (1893 - 1976), reserve-officier en zijn Belgische vrouw Elisabeth Maria Armada Gevers (Betty) (1900-1985). 
In 1929 begon Job van Niftrik onder de naam Gebroeders van Niftrik de eerste Nederlandse bakelietfabriek op landgoed Welkom in Putte, een dorpje aan de Belgische grens.

## De route
De Van Niftrik-route begon in Putte een dorp op de Nederlands-Belgische grens. Bij de eerste etappe van deze route – van Putte tot Antwerpen – werden vier families ingeschakeld, die elkaar al vóór de oorlog kenden. Drie van de vier families waren voorheen elkaars buren. Die families waren: Van Niftrik in het Nederlandse Putte, Meeus in het Belgische Putte, en Van Dulken en Desguin in Antwerpen. Deze familiecombinatie is een voorbeeld van hoe verzetsrelaties kunnen ontstaan uit een kennissenkring.
Aan de Belgische kant van de grens woonde Ferdinand Meeus op landgoed Welcome. Hij was de vorige eigenaar van Landgoed Welkom, dat de vader van Job van Niftrik van hem had gekocht.

Vier van de elf Meeus-kinderen raakten betrokken bij de route: de zonen Wendel en Victor, en de dochters Suzanne en Marie-Thérèse.
Tot 1934 woonden Charles en Marie-Louise Desguin in een chalet op landgoed Molenberg, dat naast Welkom lag en eigendom was van de Rotterdamse zakenman Frans Swarttouw. Zij hadden vier kinderen en verhuisden voor de oorlog naar Antwerpen. Hun zoon Victor sneuvelde op 27 mei 1940 tijdens de Achttiendaagse Veldtocht, en hun andere zoon werd opgepakt in Frankrijk, maar Marie-Louise en haar twee andere kinderen, Georges en Hélène, raakten bij de route betrokken. Soms reisde Marie-Louise zelfs mee tot aan de Frans-Spaanse grens.

## De eerste keer
In de zomer van 1941 vroegen de Leidse studenten Pierre Louis d’Aulnis de Bourouill en Cees Droogleever Fortuyn, die via Spanje naar Engeland wilden gaan, aan Jobs vrouw Betty van Niftrik-Gevers hulp om de Belgische grens over te steken. Zij hadden het adres van de Van Niftriks gekregen van hun studiegenoot Frits van der Schriek en waren de eersten die deze route zouden gebruiken. Via de familie Desguin kwamen ze bij de familie Van Dulken in Antwerpen terecht. Henk van Dulken woonde er aan de Italiëlei. Hij was getrouwd met de dochter van Frans Swarttouw en was bedrijfsleider van Quick Dispatch, een van Swarttouws bedrijven. Van Niftrik zorgde voor valse persoonsbewijzen. Mevrouw Desguin reisde met de twee studenten mee tot Toulouse. Ook een Joodse dame met een zoontje reisden mee, en betaalden voor de reis.
De route werd nu dus geregeld door Van Niftrik, Meeus, Van Dulken en Desguin. Via België gingen de Engelandvaarders vaak met de trein tot Besançon, naar de Zone Interdite tussen Frankrijk en Zwitserland.

## Andere passanten
1941
- Loet Kist en Gijs de Jong (na aankomst in Marseille weer teruggekeerd)
- Bert Wolters, Ru van Stolk, Joen Slors en Hans van Roosendaal;
- Wim en Jan Ligthelm;

1942
- Peter Tazelaar en Gerard Dogger vertrokken in januari;
- Kapitein Jan Somer was vijf dagen later in Zwitserland;
- Sjef Adriaansen uit Hoogerheide reisde in februari met nog drie personen naar Zwitserland.
- Loet Kist en jaargenoot Gijs de Jong vertrokken eerst, daarna gingen hun verloofdes Nina Baumgarten en Lydia van den Broek. Loet Kist werd later in Brussel gearresteerd en in 1943 in Utrecht gefusilleerd.
- Jan van Borssum Buisman gebruikte de Van Niftrik-route in beide richtingen: in december 1942 om Nederland binnen te komen en informatie op microfilm af te leveren, later om Nederland te verlaten en allerlei inlichtingen naar Zwitserland te brengen.

Tussen 13 januari 1941 en 18 juni 1943 zijn naar schatting 114 Engelandvaarders de Van Niftrik-route gepasseerd, exclusief Joodse vluchtelingen, die ook geholpen werden. Ongeveer 50 Engelandvaarders zijn geholpen door de familie Van Dulken, 35 door de familie Desguin en 41 door de familie Meeus.